# Eurobowl XXIX
Der Eurobowl XXIX ist das Endspiel der zweiten Saison der Big6 European Football League. Er wurde am 20. Juni 2015 im Eintracht-Stadion in Braunschweig ausgetragen. Wie im Vorjahr standen sich dabei zwei deutsche Mannschaften gegenüber. Für die New Yorker Lions war es bereits die fünfte Teilnahme am europäischen Endspiel. Die Schwäbisch Hall Unicorns erreichten den Eurobowl zum ersten Mal.
In ihrem Heimstadion in Braunschweig besiegten die New Yorker Lions die Schwäbisch Hall Unicorns mit 24:14.

## Scoreboard
|                                     |                                      |  | Eurobowl XXIX    |                           |                          |  |                                    |
|                                     | Braunschweig 20. Juni 2015 18:00 Uhr |  | New Yorker Lions | \| \| 24 : 14 \| \| \| \| | Schwäbisch Hall Unicorns |  | Eintracht-Stadion Zuschauer: 5.068 |
| (10:7, 14:0, 0:7, 0:0) Spielbericht | Braunschweig 20. Juni 2015 18:00 Uhr |  | New Yorker Lions |                           | Schwäbisch Hall Unicorns |  | Eintracht-Stadion Zuschauer: 5.068 |
|                                     | 24 : 14                              |  |                  |                           |                          |  |                                    |
|                                     |                                      |  |                  |                           |                          |  |                                    |